# Iglesia de la Annunziata
La iglesia de la Annunziata es una iglesia de Galugnano, San Donato di Lecce, Italia.

## Historia
Ya existía en 1522, pero fue reformada en 1655. Según el historiador Michele Paone, el arquitecto Giuseppe Zimbalo, constructor de numerosas iglesias como la Catedral de Lecce, la diseñó. El ejecutor del proyecto fue Antonio Fiorentino de Corigliano, como se desprende de los epígrafes latinos colocados en el interior. 

## Descripción
Tiene una fachada dividida en dos órdenes y se caracteriza por la exuberancia decorativa de las columnas corintias y los festones. El orden inferior, salpicado por dos columnas con fustes estriados, alberga la portada de acceso y dos hornacinas vacías. El orden superior, caracterizado por la suntuosa decoración del ventanal, termina con un tímpano roto y dos volutas laterales que sostienen dos estatuas. El interior, de una sola nave, alberga tres altares; el mayor dedicado a la Virgen Anunciada y los laterales dedicados al Crucifijo y San Domenico. El altar mayor alberga un fresco de la Virgen de origen bizantino.